# Empis apicalis
Empis apicalis är en tvåvingeart som beskrevs av Friedrich Hermann Loew 1865. Empis apicalis ingår i släktet Empis och familjen dansflugor. Inga underarter finns listade i Catalogue of Life.